# Салвадорський метрополітен
Салвадорський метрополітен (порт. Metrô de Salvador) — система ліній метро в місті Салвадор, Баїя, Бразилія. Тестова експлуатація почалася 11 червня 2014 року, комерційна експлуатація та оплата проїзду почалася 2 січня 2016 року. Переважна більшість станцій наземна або естакадна, в місті лише 2 підземні станції на Лінії 1, та 1,4 км тунелю. В системі використовуються чотиривагонні потяги, що живляться від повітряної контактної мережі. Ширина колії стандартна.

## Історія
Проектування метрополітену почалося наприкінці 1990-х років. Будівництво почалося у квітні 2000 року. Через неодноразові
зупинки будівництва через нестачу фінансування, будівництво розтягнулося на 14 років.

## Лінії
- Лінія 1 — складається з 8 станцій та 11,9 км. Проектується ще 2 станції.
- Лінія 2 — складається з 11 станцій та 15,8 км. Будується 1 станція та ще 1 проектується.

## Режим роботи
Метрополітен працює з 5:00 до 00:00.

## Галерея

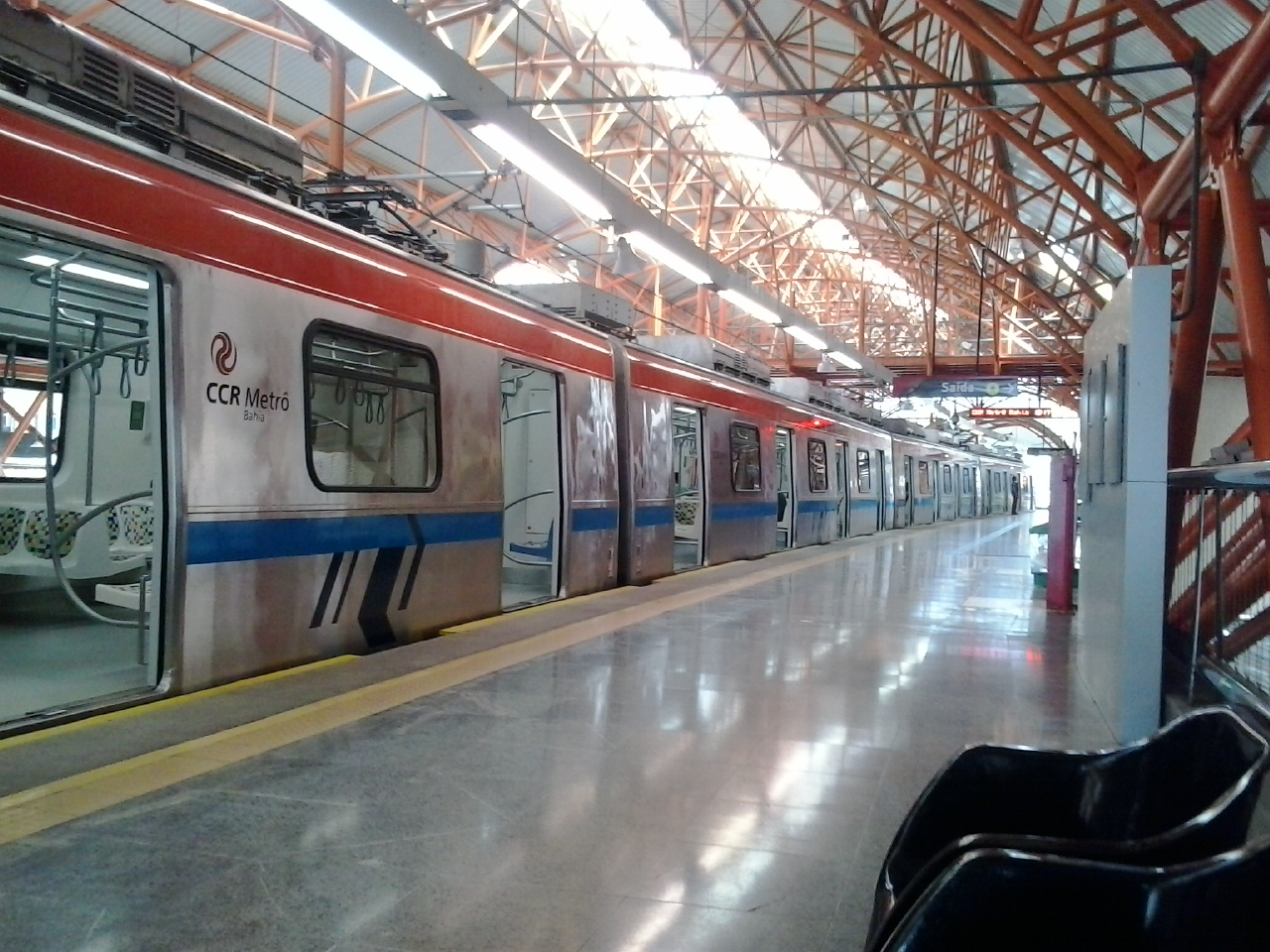
Потяг на станції «Brotas»
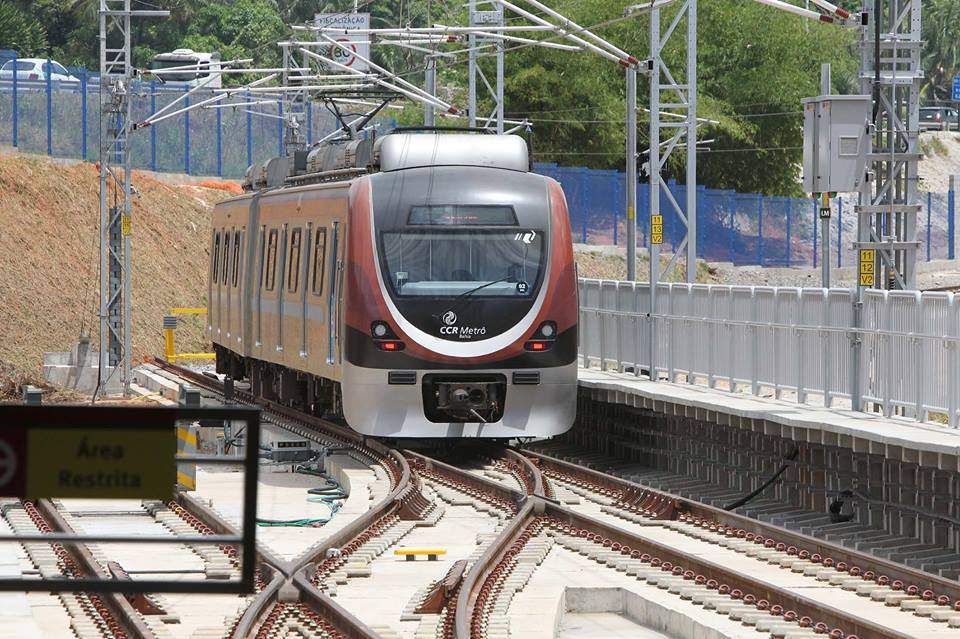
Потяг поблизу станції «Pirajá»
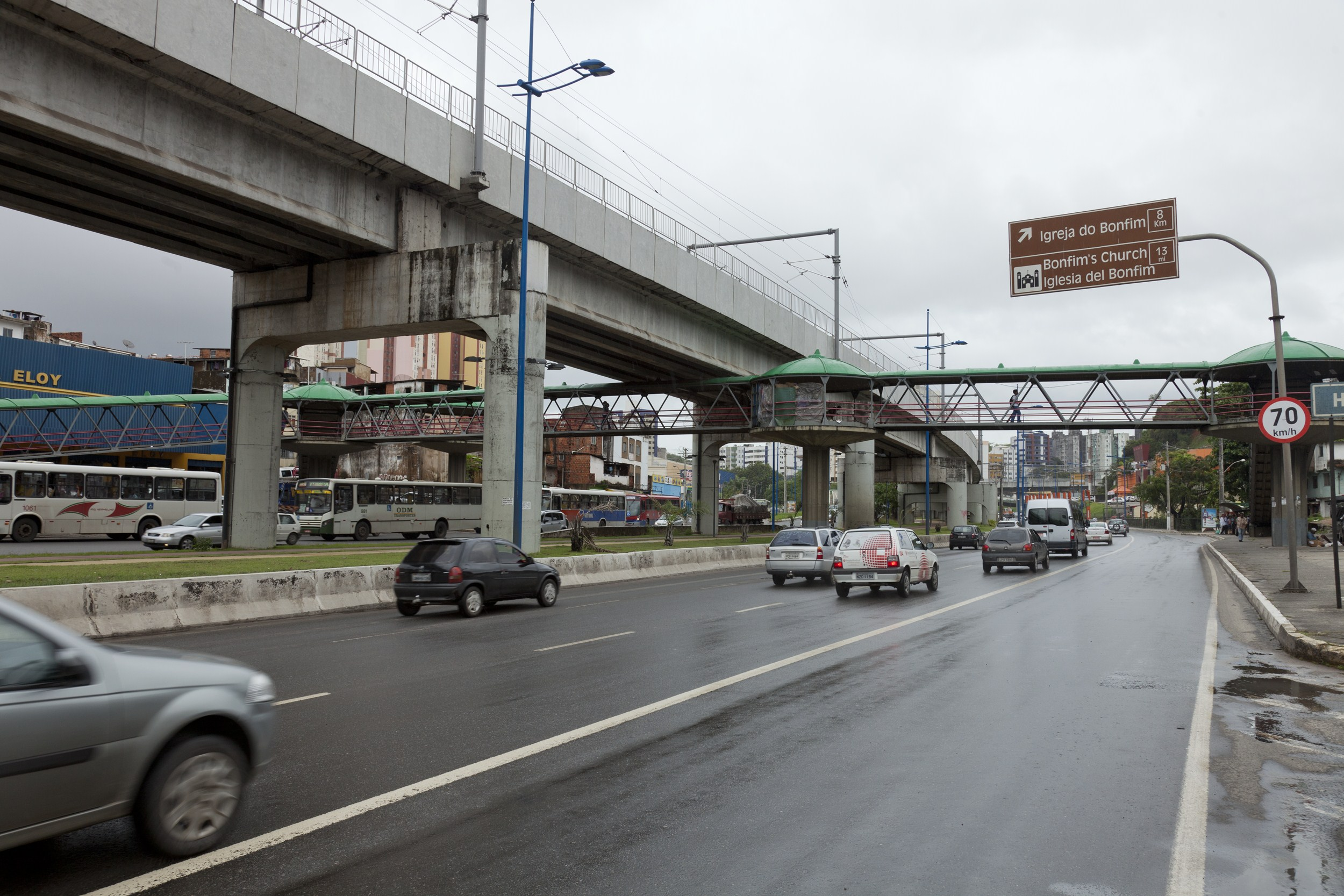
Естакада метро
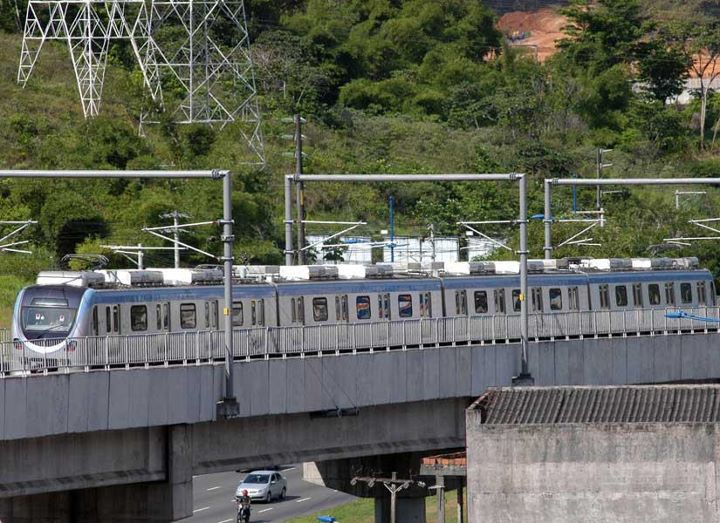
Потяг метро на естакаді